# Jose Lucar
Jose Maria Lucar (ur. 11 września 1992) − peruwiański bokser kategorii półciężkiej.

## Kariera amatorska
W 2012 roku był ćwierćfinalistą turnieju o puchar Pacyfiku w kategorii piórkowej. W półfinale przegrał z Dominikańczykiem Luisem Ramirezem.
W listopadzie 2013 roku zdobył brązowy medal na igrzyskach boliwaryjskich w Chiclayo. Rywalizację na tych igrzyskach rozpoczął od półfinału, w którym przegrał z Juanem Carrillo.